# Зарикум
Зарикум или Саррикум (семитское имя-прозвище) — правитель города Ашшура в XXI веке до н. э.
Зарикум не был местным уроженцем, так как до, или после Ашшура он правил в Сузах и ещё в одном городе. 
Оставил древнейшую дошедшую до нас из Ашшура подлинную надпись во здравие урского царя Амар-Суэна. Причём сам Зарикум называет себя, по тогдашнему обычаю, «рабом царя». Из этой надписи известно, что Зарикум построил храм богине Белат-экаллим.

«Зарикум, наместник Ашшура, слуга, построил храм для Белатекалим, своей госпожи [богини], дабы Амар-Суэн, могущественный царь Ура и царь четырех сторон света, жил долго».